# Lamminsaari (ö i Norra Karelen, Mellersta Karelen, lat 62,09, long 29,52)
Lamminsaari är en ö i Finland. Den ligger i sjön Suuri Heinälampi och i kommunen Kides i den ekonomiska regionen  Mellersta Karelens ekonomiska region  och landskapet Norra Karelen, i den sydöstra delen av landet, 300 km nordost om huvudstaden Helsingfors. Öns area är 0,4 hektar och dess största längd är 90 meter i sydöst-nordvästlig riktning.